# Verkkosaari (ö i Södra Karelen, Imatra, lat 61,29, long 28,93)
Verkkosaari är en ö i Finland. Den ligger i sjön Kärinki och i kommunen Ruokolax i den ekonomiska regionen  Imatra ekonomiska region  och landskapet Södra Karelen, i den södra delen av landet, 250 km nordost om huvudstaden Helsingfors. Öns area är 0,1 hektar och dess största längd är 40 meter i sydväst-nordöstlig riktning.